# Вільяескуса (Кантабрія)
Вільяескуса (ісп. Villaescusa) — муніципалітет в Іспанії, у складі автономної спільноти Кантабрія. Населення — 3581 осіб (2009).
Муніципалітет розташований на відстані близько 330 км на північ від Мадрида, 10 км на південь від Сантандера.
На території муніципалітету розташовані такі населені пункти: Ла-Конча (адміністративний центр), Ліаньйо, Обрегон, Вільянуева-де-Вільяескуса.

## Демографія
Динаміка населення (INE ):

## Галерея зображень

Розташування муніципалітету